# Javorek
Javorek (en allemand : Jaworek) est une commune du district de Žďár nad Sázavou, dans la région de Vysočina, en République tchèque. Sa population s'élevait à 105 habitants en 2020.

## Géographie
Javorek se trouve à 10 km au sud-ouest de Polička, à 19,5 km au nord-est de Žďár nad Sázavou, à 51 km au nord-est de Jihlava et à 135 km à l'est-sud-est de Prague.
La commune est limitée par Borovnice au nord et à l'est, par Nový Jimramov au sud, par Líšná et Daňkovice au nord-ouest.

## Histoire
La première mention écrite de la localité date de 1364.

## Transports
Par la route, Javorek se trouve à 17 km de Polička, à 24,5 km de Žďár nad Sázavou, à 62 km de Jihlava et à 176 km de Prague.